# Jordan Pietrus
Jordan Matthew Pietrus (ur. 20 września 1985 w Vermilion, Alberta) – kanadyjski hokeista pochodzenia polskiego.

## Życie prywatne
Otrzymał polskie obywatelstwo (jego ojciec jest Polakiem). Od około 2013 żonaty z Shannon, z którą ma dwie córki: Maeve i Vivian.
Przez cztery lata studiował na Brown University, uzyskując MBA w zakresie International Business. Podczas gry w Wielkiej Brytanii studiował na Coventry University.

## Kariera
- Winnipeg Saints (2002-2004)
- Cedar Rapids RoughRiders (2004-2006)
- Brown Bears (2006-2010)
- South Carolina Stingrays (2010-2011)
- Trenton Titans (2011)
- Elmira Jackals (2011-2014)
- Ciarko PBS Bank KH Sanok (2014-2015)
- Coventry Blaze (2015-2018)
- SønderjyskE Ishockey (2018-2019)

Występował w kanadyjskich juniorskich rozgrywkach MJHL, następnie amerykańskich ligach: od 2004 przez dwa lata w USHL, od 2006 do 2010 w akademickiej NCAA w barwach drużyny uczelni Brown University z Providence, a od 2010 do 2014 przez cztery sezony w ECHL (w trzech drużynach, w tym najdłużej, od listopada 2011 do 2014 w barwach Elmira Jackals). Od sierpnia 2014 zawodnik polskiego klubu Ciarko PBS Bank KH Sanok w rozgrywkach PHL. Po sezonie 2014/2015 odszedł z klubu. Od października 2015 zawodnik angielskiego klubu Coventry Blaze, początkowo związany czterotygodniowym kontraktem próbnym. W jego barwach grał przez trzy sezony brytyjskich rozgrywek Elite Ice Hockey League: 2015/2016, 2016/2017, 2017/2018, w tym w dwóch ostatnich pełnił funkcję kapitana swojej drużyny. W sierpniu 2018 przeszedł do duńskiego klubu SønderjyskE Ishockey. Po sezonie 2018/2019 odszedł z tego zespołu, po czym ogłosił zakończenie kariery zawodniczej i objął stanowisko dyrektora operacji hokejowych Colorado Center of Excellence w ramach Total Package Hockey (TPH) Colorado.

## Sukcesy
Klubowe
- Clark Cup – mistrzostwo USHL: 2005 z Cedar Rapids RoughRiders
- Mistrzostwo dywizji ECHL: 2012 z Elmira Jackals
- Mistrzostwo konferencji ECHL: 2012 z Elmira Jackals
- Finał Pucharu Polski: 2014 z Ciarko PBS Bank KH Sanok
- Srebrny medal mistrzostw Danii: 2019 z SønderjyskE

Wyróżnienia
- MJHL 2002/2003:
  - Earned Hardest Worker Award
  - Most Improved Player
- MJHL 2003/2004:
  - Pierwszy skład gwiazd
- Derek Hines Unsung Hero Award: 2010[18][19]
- Nominacja do Hockey Humanitarian Award: 2010[20]
- Jerry Zucker Community Service Award: 2011 (nagroda w ramach klubu South Carolina Stingrays dla zawodnika, który wywarł najbardziej znaczący wpływ na społeczność lokalną)[21]
- Skład gwiazd akademików NCAA (ECAC): 2007, 2008, 2009

Indywidualne
- Puchar Kontynentalny 2014/2015#Grupa C:
  - Pierwsze miejsce w klasyfikacji kanadyjskiej w turnieju Grupy C: 3 gole[22]
  - Pierwsze miejsce w klasyfikacji +/- w turnieju Grupy C: +3[23]
- Polska Hokej Liga (2014/2015):
  - Pierwsze miejsce w klasyfikacji strzelców w sezonie zasadniczym: 24 gole
  - Trzecie miejsce w klasyfikacji asystentów w sezonie zasadniczym: 33 asysty
  - Pierwsze miejsce w klasyfikacji kanadyjskiej w sezonie zasadniczym: 57 punktów